# Neoromicia rendalli
Neoromicia rendalli es una especie de murciélago de la familia Vespertilionidae.

## Distribución geográfica
Se encuentra en África subsahariana.